# یه مشت توخالی
«یه مشت توخالی» (به انگلیسی: Hatful of Hollow) اولین آلبوم گردآوری‌شدهٔ گروه اسمیتز است، که شامل چند اجرای آن‌ها در بی‌بی‌سی رادیو ۱ می‌باشد به‌علاوه ۲ تک‌آهنگ آن زمان گروه و بی‌سایدهایشان. این آلبومِ گلچین در تاریخ ۱۲ نوامبر ۱۹۸۴، تنها چند ماه پس از بیرون‌آمدن آلبوم آغازین گروه یعنی «زرگران»، توسط شرکت راف ترید به بازار موسیقی انگلستان عرضه شد. «یه مشت توخالی» خیلی سریع جایگاه ۷م جدول آلبوم‌های بریتانیا را از آن خویش نمود و ۴۶ هفتهٔ پی‌درپی آن‌بالا ماند. بالاخره در ۹ نوامبر ۱۹۹۳، ناشر آمریکایی گروه یعنی سایر (که دفعهٔ اول، از انتشار آن سر باز زده‌بود)، آلبوم را در ایالات متحده منتشر کرد.
در سال ۲۰۰۰، مجلهٔ کیو «یه مشت توخالی» را در جایگاه ۴۴ فهرست «بهترین آلبوم‌های بریتانیایی تمام اعصار» خود قرار داد.

## فهرست ترانه‌ها
متن همهٔ ترانه‌ها توسط موریسی نوشته و موسیقی همهٔ آنها توسط جانی مار ساخته شده‌است.
| شماره      | نام                                   | عنوان اصلی                                     | مدت   |
| ---------- | ------------------------------------- | ---------------------------------------------- | ----- |
| ۱.         | «ویلیام؛ واقعاً چیز خاصی نبود»         | William, It Was Really Nothing                 | ۰۲:۰۹ |
| ۲.         | «چه فرقی می‌کنه؟»                      | ?What Difference Does It Make                  | ۰۳:۱۱ |
| ۳.         | «این‌جور چیزا وقت می‌برن»               | These Things Take Time                         | ۰۲:۳۲ |
| ۴.         | «این مرد جذاب»                        | This Charming Man                              | ۰۲:۴۲ |
| ۵.         | «زمان حال کی می‌رسه؟»                  | ?How Soon Is Now                               | ۰۶:۴۴ |
| ۶.         | «شیطان خوش‌تیپ»                        | Handsome Devil                                 | ۰۲:۴۷ |
| ۷.         | «نزدیک و همدل»                        | Hand in Glove                                  | ۰۳:۱۳ |
| ۸.         | «هنوز مریض»                           | Still Ill                                      | ۰۳:۳۲ |
| ۹.         | «خدا می‌دونه که وضعم افتضاحه»          | Heaven Knows I'm Miserable Now                 | ۰۳:۳۳ |
| ۱۰.        | «این شب چشمای منو باز کرد»            | This Night Has Opened My Eyes                  | ۰۳:۳۹ |
| ۱۱.        | «حالا تو از عالم و آدم بی‌نیازی»       | You've Got Everything Now                      | ۰۴:۱۸ |
| ۱۲.        | «خودتو بپذیر»                         | Accept Yourself                                | ۰۴:۰۱ |
| ۱۳.        | «دختر، هراسان»                        | Girl Afraid                                    | ۰۲:۴۸ |
| ۱۴.        | «بازگشت به خونهٔ قدیمی»                | Back to the Old House                          | ۰۳:۰۲ |
| ۱۵.        | «چرخیدن به دور چشمه»                  | Reel Around the Fountain                       | ۰۵:۵۱ |
| ۱۶.        | «لطفاً لطفاً لطفاً بذار به خواسته‌م برسم» | Please, Please, Please, Let Me Get What I Want | ۰۱:۵۰ |
| مجموع مدت: | مجموع مدت:                            | مجموع مدت:                                     | ۵۶:۱۱ |